# Seigneurs puis marquis de Ragny
Les seigneurs puis les marquis de Ragny doivent leur nom à la châtellenie de Ragny, située à Savigny-en-Terre-Plaine, dans l'actuel département de l'Yonne.
Le membre le plus illustre est sans conteste François de la Magdelaine, qu'Henri IV appelait « Mon fidèle Ragny », et dont il récompensa le loyauté en érigeant sa châtellenie en marquisat.

## Historique

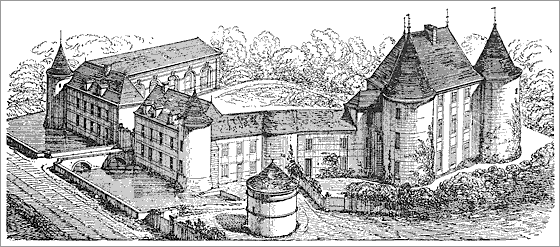
Le château de Ragny, dessin de Victor Petit, 1870.

C'est la terre de Ragny, actuel hameau de Savigny-en-Terre-Plaine, qui donna son nom à la châtellenie. Un Anséric de Montréal la remit en fief à un chevalier de sa maison, probablement avant le XIIIe siècle. Ses descendants bâtirent une maison-forte à Ragny, puis la renforcèrent au XVe siècle.
L'histoire a retenu quelques noms de cette première lignée : Guillaume de Ragny vers 1268, Edmond de Ragny vers 1383 ou Pierre de Ragny vers 1422. Ce dernier, marié à Alix de Beauvoir, est père d'Eudes de Ragny et grand-père de Claude de Ragny, tous deux inhumés dans une chapelle de l'église de Savigny. Les titres et biens de Claude de Ragny nous sont connus par le terrier qu'il fit dresser en 1501. C'était un proche du roi Louis XII. À sa mort, sa cousine (ou petite-fille ?, car Huguette de Ragny est parfois présentée comme fille de Claude de Ragny... ou comme sa nièce, voire comme sa tante ! Incertitude également sur les Ragny actifs à Pisy : depuis Claude par son mariage, ou dès son père Eudes ?) Claude de Damas, fille d'Huguette de Ragny et de J. Damas de Crux, transmit le titre et les terres à son mari Girard de La Magdelaine.
Seigneur originaire du Charolais, Girard est à l'origine de l'illustre lignée des La Magdelaine-Ragny, l'une des plus influentes de l'avallonnais. Son fils François de la Magdelaine est fait chevalier dans l'Ordre du Saint-Esprit et marquis de Ragny en juin 1597 par Henri IV, en récompense de sa fidélité au roi pendant les guerres de la Ligue catholique. La châtellenie de Montréal, ancien fief des Anséric, perd alors son indépendance et est rattachée au marquisat de Ragny, avec 28 bourgs et villages. À sa mort en 1626 à l'âge de 83 ans, son fils ainé Léonor de la Magdelaine lui succède dans ses charges et titres. Son second fils, Claude de la Magdelaine, chevalier de Malte, devient évêque d'Autun. Claude de la Magdelaine, seul fils de Léonor, succède à son père ; il meurt en 1652 sans héritier. Louis XIII confirme l'érection du marquisat et le déclare transmissible aux femmes. Anne de la Magdelaine, fille ainée de Léonor, hérite donc du titre et des terres qu'elle transmet à son mari François de Bonne de Créquy, duc de Lesdiguières.
Les puissants seigneurs qui possédèrent ensuite Ragny y résidèrent peu, se contentant de percevoir les revenus de ce grand domaine, le plus vaste de l'avallonnais.

## Membres de la lignée

### Lignée de Ragny

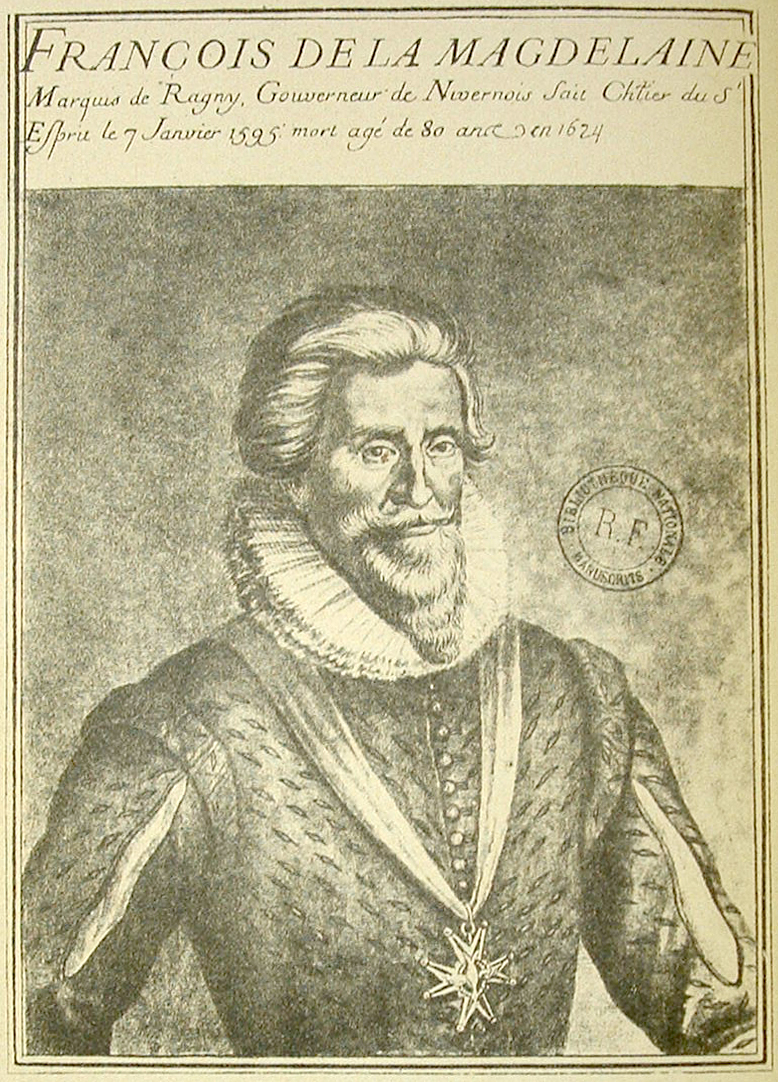
Portrait de François de la Magdelaine.

- Issaduc de Ragny, prend part à la fondation de l'abbaye de Marcilly en 1239[4].
- Guillaume de Ragny, bienfaiteur de l'abbaye de Moutiers-Saint-Jean en 1278[4].
- Guillaume II de Ragny, en litige avec son suzerain, le châtelain de Montréal, au sujet de redevances sur le domaine de Magny[4].
- Pierre de Ragny, marié à Alix de Beauvoir, sœur de Claude de Beauvoir, maréchal de France et sire de Chastellux. Il fait édifier une chapelle dans son château en 1422[4].
- Eudes de Ragny, fils de Pierre, fait prisonnier dans une bataille livrée en 1471 près de Château-Chinon, entre les bourguignons de Charles le Téméraire et les français de Louis XI. La pierre tombale d'Eudes et de son épouse Jeanne de Vienne se trouve dans l'église de Savigny[4].
- Claude de Ragny, fils d'Eudes, est un personnage important. Le roi Louis XII lui confie plusieurs missions ; il est ainsi chargé en 1502 de lever des troupes en Champagne pour soutenir la guerre d'Italie[4].

### Lignée de Magdelaine-Ragny
- Girard de la Magdelaine (?–1543), originaire du Charolais, devient seigneur de Ragny par son mariage en 1522 avec Claude de Damas (ou Claudine), cousine et héritière de Claude de Ragny. Il meurt en 1543 lors du siège de Landrecies[5].
- François de la Magdelaine (1543–1626), fils du précédent, est sans conteste le plus illustre des seigneurs de Ragny. Maréchal de camp et bailli de l'Auxois, son comportement et sa fidélité à Henri IV durant les troubles de la Ligue catholique lui gagnent l'affection du roi, qui l'appelle « Mon fidèle Ragny ». En récompense, Henri IV érige le domaine de Ragny en marquisat en 1597 et lui incorpore une partie de la châtellenie de Montréal (Yonne). Il est enterré dans l'église de Savigny-en-Terre-Plaine où il est représenté en prière avec son épouse, Catherine de Marcilly-Cypierre[3].
- Léonor de la Magdelaine (1573–1629), succède à son père dans ses charges et dignités. Il participe comme maréchal de camp à toutes les guerres de son époque. Il épouse en 1593 la fille du duc Albert de Gondi, pair et maréchal de France[3].
- Claude de la Magdelaine (?–1631), fils du précédent, reçoit les mêmes charges et dignités. Il meurt en 1631 sans héritier direct[3].
- Anne de la Magdelaine, sœur du précédent, transmet les titres et les terres à son époux, François de Bonne de Créquy, duc de Lesdiguières[3].

## Blasonnement
- Les La Magdeleine-Ragny :

Les armes de François de la Magdelaine.

D'hermine, à trois bandes de gueules, celle du milieu chargée de cinq coquilles d'or et les deux autres de trois de même.
Seigneurs de la Magdelaine, de Courcelles, de Coulanges, d'Épiry, de Saint-Émilian ; barons de Marcilly et de Couches ; marquis de Ragny, en Beaujolais et en Nivernais.
- François de la Magdelaine

Écartelé : au 1 d'hermine, à trois bandes de gueules, celle du milieu chargée de cinq coquilles d'or et les deux autres de trois, qui est de La Magdelaine ; au 2 d'or, à la croix ancrée de gueules, qui est de Damas ; au 3 de gueules, à trois bandes d'argent, qui est de Ragny ; au 4 bandé d'or et d'azur de six pièces, à la bordure de gueules, qui est de Bourgogne ancien.
- Devise des Magdelaine-Ragny : Ayez l'amour de la Magdeleine.